# Aux gloires du Lyonnais et du Beaujolais
Aux gloires du Lyonnais et du Beaujolais est une fresque réalisée par Louis Édouard Fournier en 1894 dans la salle de délibération du Conseil général du Rhône.

## Description
L’œuvre met en scène soixante-six personnages célèbres dans le Lyonnais et le Beaujolais depuis la création de Lyon (200 av. J.-C.) à la fin du XIXe siècle :
1. Saint Irénée
2. Saint Pothin
3. Sainte Blandine
4. Louis-Gabriel Suchet
5. François-Frédéric Lemot
6. Jean-Marie Roland de La Platière
7. Pierre-Simon Ballanche
8. Juliette Récamier
9. Camille Jordan
10. Jean-Baptiste Say
11. André-Marie Ampère
12. Claude
13. Germanicus
14. Marc Aurèle
15. Lucius Munatius Plancus
16. Atepomaros
17. Momoros
18. Innocent IV
19. Jacob Spon
20. Claude-François Ménestrier
21. Jacques d'Albon de Saint-André
22. Joséphin Soulary
23. Frédéric Ozanam
24. Victor de Laprade
25. Louisa Siefert
26. Claude Bernard